# Starstrukk
Starstrukk è il secondo singolo estratto dall'album Want del gruppo di musica elettronica 3OH!3.
La versione estratta dall'album è stata pubblicata dalla Photo Finish Records il 9 luglio del 2009, mentre il 7 settembre dello stesso anno è stata resa disponibile la versione che ha visto la collaborazione della popstar californiana Katy Perry. Su quest'ultima versione, pubblicata una settimana dopo anche su iTunes, è stato girato il videoclip.

## Successo commerciale
Il singolo ha riscosso un discreto successo in Belgio, Finlandia, Irlanda e Polonia ed ha ottenuto un disco d'oro nel Regno Unito e due dischi di platino in Australia e negli Stati Uniti.

## Classifiche
| Classifica (2010) | Posizione massima |
| ----------------- | ----------------- |
| Australia         | 4                 |
| Belgio (Friande)  | 21                |
| Belgio (Vallonia) | 2                 |
| Canada            | 31                |
| Irlanda           | 4                 |
| Nuova Zelanda     | 1                 |
| Paesi Bassi       | 65                |
| Regno Unito       | 3                 |
| Repubblica Ceca   | 22                |
| Slovacchia        | 20                |
| Stati Uniti       | 66                |
| Svezia            | 55                |